# Oxyethira lumipollex
Oxyethira lumipollex är en nattsländeart som beskrevs av Darcy B. Kelley och Harris 1983. Oxyethira lumipollex ingår i släktet Oxyethira och familjen smånattsländor. Inga underarter finns listade i Catalogue of Life.